# Großloge der Freien und Angenommenen Maurer der Türkei

Emblem der Großloge

Die Großloge der Freien und Angenommenen Maurer der Türkei (Hür ve Kabul Edilmiş Masonlar Büyük Locası) ist die einzige „reguläre“ türkische Großloge.

## Logen
Die Großloge hat in der Türkei in Istanbul-Beyoglu, Istanbul-Kadıköy und Istanbul-Yakacık, Ankara, Izmir-Alsancak und Izmir-Karşıyaka, Bursa, Adana, Antalya, Bodrum, Marmaris und Eskişehir Gebäude. In diesen Gebäuden arbeiten 14.000 Mitglieder in 205 Logen.
Außerdem gibt es seit 1987 in Israel und seit 1990 in Frankfurt am Main, Washington, D.C. und Bukarest türkischsprachige Logen.
Die Zuständigkeit der Großloge erfasst die drei Grade der Blauen Johannisfreimaurerei (Lehrling, Geselle, Meister). Für die nachfolgenden Grade des Alten und Angenommenen Schottischen Ritus von 4 bis 33 ist der Hohe Rat (Yüksek Sura) oder mit anderem Namen Türkischer Verein für Ideen und Kultur (Türkiye Fikir ve Kültür Derneği) zuständig. Auch wenn die zwei Organisationen voneinander unabhängig sind, setzt die Mitgliedschaft im Hohen Rat eine reguläre Mitgliedschaft in der Großloge der Freien und Angenommenen Maurer der Türkei voraus.
Der offiziellen Website der Großloge zufolge ist es ein wichtiges Anliegen, Bildung zu fördern. Aus diesem Grunde hat sie in den Jahren 2004 und 2005 insgesamt an 624 Schüler Stipendien vergeben.
Laut Aussage des ehemaligen Großmeisters Kaya Paşakay in einer Reportage der türkischen Tageszeitung Hürriyet am 26. März 2005, zählt die jährliche Wachstumsrate dieser Großloge mit brutto 6,5 % als eine der höchsten der Freimaurerei weltweit.

## Geschichte
Nachdem im Jahre 1717 in England die spekulative Freimaurerei gegründet worden war, kam es relativ schnell im Jahre 1721 zur ersten Logen-Gründung in Istanbul, Türkei durch französische Freimaurer. Obwohl die Freimaurerei in der Türkei so weit zurückreicht, kam es erst 1856 in Makedonien zur Gründung der ersten türkischen Großloge. Bis dahin war die Freimaurerei in der Türkei auf Logen ausländischer Großlogen beschränkt. Nachdem die Großloge im Jahr 1876 verboten wurde, kam es im Jahre 1909 in Istanbul zur Neugründung. Weil die Großloge dazu benutzt wurde heimlich Politik zu betreiben, wurde sie 1922 erneut geschlossen, um dann im Jahr 1925 wieder geöffnet zu werden. 1935 wurde die Großloge noch einmal geschlossen. Als Grund für die Schließung sieht man heute die damalige mangelnde Bereitschaft der Großloge und ihrer Mitglieder, Atatürks Politik der Reformen zu unterstützen.
1956 wurde die Großloge der Türkei zum vierten und letzten Mal wiedergegründet und zusammen mit der Lichteinbringung im Jahr 1962 erfolgte die Anerkennung durch die Großlogen New Yorks und Schottlands. 1970 wurde die türkische Großloge auch von der Vereinigten Großloge von England und der Großloge Irlands als regulär anerkannt.

## Spaltung
Auch wenn die breite Öffentlichkeit die Spaltung der Freimaurerei in der Türkei im Zusammenhang mit dem Skandal im Jahre 1964 um den damals neu in die Politik eingestiegenen ehemaligen Präsidenten Süleyman Demirel verantwortlich machte, sind die Gründe weitaus komplizierter. Damals kandidierte Süleyman Demirel für den Parteivorsitz der Gerechtigkeitspartei. Seine Gegner nutzten die Vorurteile von Teilen der türkischen Bevölkerung gegen die Freimaurerei, indem sie ihm vorwarfen, ein Mitglied der Bilgi-Loge zu sein. Der damalige Großmeister unterschrieb ein Dokument, in dem fälschlicherweise behauptet wurde, dass Demirel kein Mitglied sei. Daraufhin wurde Demirel neuer Parteivorsitzender. Dieses unwahre Dokument führte zu einem Sturm der Entrüstung innerhalb der Logen. Die Handhabung des Demirel-Skandals und die unterschiedlichen Auffassungen zur Freimaurerei führten dann im Jahre 1966 zur endgültigen Spaltung der türkischen Freimaurerei. Der Demirel-Skandal war der letzte Tropfen, der das Fass der Differenzen zum Überlaufen brachte.
Seit der Spaltung gibt es außer der Großloge der Freien und Angenommenen Maurer der Türkei nun auch die Großloge der Liberalen Freimaurer der Türkei.

## Antifreimaurerei
In der Türkei sieht sich die Freimaurerei durch Necmettin Erbakan und seine Bewegung Millî Görüş anti-freimaurerischen Weltverschwörungstheorien ausgesetzt.
Verschiedenen Presseberichten zufolge hat eine al-Qaida-Terrorgruppe mit dem Namen al-Quds am 9. März 2004 einen Bombenanschlag auf ein Logengebäude mit Restaurant in Istanbul verübt. Im Bekennerbrief gab die Gruppe bekannt, dass es ihr Plan gewesen sei, alle im Gebäude befindlichen Personen zu töten. Dieses Vorhaben der Terroristen war aufgrund von technischen Defekten der Bombe nur teilweise erfolgt. Bei dem Anschlag kamen drei Menschen ums Leben: Der 33-jährige Terrorist Engin Vural, sein Komplize Nihat Doğruel und der Kellner des Restaurants, Hüseyin Kurugöl. Fünf weitere Menschen wurden schwer verletzt.
Asım Akin hat in einer Pressemitteilung nach seiner Wahl zum Großmeister in Anspielung an die Regierung der AKP mitgeteilt, dass er darüber nicht in Sorge sei, dass in der Türkei Personen an der Macht seien, die in der Vergangenheit gegen die Freimaurerei waren.
Der Präsident Recep Tayyip Erdoğan hat 1975 ein anti-freimaurerisches Theaterstück mit dem Namen Mas-Kom-Yah geschrieben. 2013 lobte Erdoğan Necip Fazıl Kısakürek in einer Rede zum Gedenken an seinen Todestag auf einer parlamentarischen Fraktionssitzung der AKP, in der er feststellte, dass er einer der wichtigsten Denker und Aktionsmenschen sei die das Land im 20. Jahrhundert hervorgebracht hätte. Weiter sagte er, dass Kisakürek ein Vorbild für seine eigene und alle folgenden Generationen sei. Die türkische Tageszeitung Yurt kommentierte dazu, dass die Rede Erdoğans beschämend sei, denn Kisakürek hätte mit seinem Buch Yahudilik-Masonluk-Dönmelik antisemitische und anti-freimaurerische Thesen verbreitet.
Soldaten ist es in der Türkei gesetzlich verboten, während ihrer aktiven Dienstzeit Mitglied in einer Freimaurerloge zu werden.

## Bekannte türkische Freimaurer
- Murad V. (1840–1904), 33. Sultan des Osmanischen Reiches und Bruder von Abdulhamid II.[14]
- Mustafa Kemal Atatürk (1881–1938), Erster Präsident der Türkischen Republik.[15][16][17]
- Talât Pascha (1874–1921), Innenminister und Großwesir des Osmanischen Reichs und Führer der Jungtürken. Er war der erste Großmeister der Großloge der Freien und Angenommenen Maurer der Türkei.
- Benderli Mehmed Selim Sırrı Pascha (1771–1831), Großwesir des Osmanischen Reiches.
- Cemal Pascha (1872–1922), Nationalist, General und führendes Regierungsmitglied des Osmanischen Reichs.
- Süleyman Demirel (1924–2015), Staats- und Ministerpräsident der Türkei.
- Hayreddin Pascha (1822–1890), tunesischer und osmanischer Staatsmann.
- Osman Nuri Pascha (1832–1900), General der osmanischen Armee.
- Mustafa Reşid Pascha (1800–1858), osmanischer Staatsmann und Diplomat.
- Ziya Gökalp (1876–1924), türkischer Denker, politischer Publizist, Essayist, Intellektueller und Mitbegründer der Soziologie im Osmanischen Reich und in der modernen Türkei.[18]
- Haluk Tezonar (1942–1995), türkischer Bildhauer.
- İbrahim Edhem Pascha
- Namık Kemal (1840–1888), türkischer Dichter und Schriftsteller.
- Emmanuel Carasso
- İbrahim Hakkı Pascha
- Kâzım Özalp
- Mehmed Fuad Pascha
- Mehmed Emin Ali Pascha
- Midhat Pascha
- Teodor Kasap (1835–1897), Herausgeber und Satiriker.
- Reşat Nuri Güntekin (1889–1956), türkischer Schriftsteller und Dramatiker.

Quelle: Großloge der Freien und Angenommenen Maurer der Türkei.

## Großmeister
| 2023–                | Remzi Sanver |
| 2021–2023            | Rint Akyüz |
| 2017–2021            | Bülent Akkan |
| 2013–2017            | Ömer Köker |
| 2010–2013            | Remzi Sanver |
| 2007–2010            | Salih Evcilerli |
| 2005–2007            | Asım Akin ist ein türkischer Professor der Medizin, Autor und Gründer der Wissenschaftlichen Abteilung für Nuklearmedizin an der Universität von Ankara. |
| 2003–2005            | Kaya Paşakay war ein Diplomat und ist heute ein Geschäftsmann.                                                                                           |
| 2000–2003            | Demir Savaşçın |
| 1998–2000            | Sahit Talat Akev |
| 1996–1998            | Tunç Timurkan |
| 1992–1996            | Can Arpaç |
| 1991                 | Suha Tuğrul Aksoy |
| 1988–1991            | Orhan Alsaç |
| 1986–1988            | Cavit Yenicioğlu |
| 1981–1986            | Şekür Ökten |
| 1980–1981            | Halit İ. Arpaç |
| 1973–1979            | Nafiz Z. Ekemen |
| 1965–1973            | Hayrullah Örs |
| 1965                 | Enver Necdet Egeran war ein Doktor der Mineralogie und Buchautor.                                                                                        |
| 1962–1965            | Ekrem Tok |
| 1960–1962            | Kemalettin Apak |
| 1955–1960            | Ahmet Salih Korur war Staatssekretär des Ministerpräsidialamtes.                                                                                         |
| 1953–1955            | Fethi Erden |
| 1933–1936            | Muhiddin Osman Omay |
| 1932–1933            | Mustafa Hakkı Nalçacı |
| 1930–1933            | Mim Kemal Öke war ein Mediziner, Offizier und Professor.                                                                                                 |
| 1927–1930            | Mustafa Edip Servet |
| 1924–1927            | Fikret Takiyeddin Onuralp |
| 1924–1927            | Servet Yesari |
| 1921–1924            | Besim Ömer Akalın |
| 1918–1921            | Fuat Hulusi Demirelli |
| 1918                 | Rıza Tevfik Bölükbaşı war ein türkischer Politiker, Philosoph, Dichter und eine der Führungspersönlichkeiten der Bektaschi-Gemeinschaft.                 |
| 1912–1915            | Mehmet Ali Erel |
| 1910–1912, 1915–1918 | Faik Süleyman Paşa war ein türkischer General zur Zeiten des Osmanischen Reiches                                                                         |
| 1909–1910            | Talat Paşa war ein Innenminister und Großwesir des Osmanischen Reichs und Führer der Jungtürken.                                                         |